# 67. ročník udílení Zlatých glóbů
Přímý přenos 67. ročníku udílení Zlatých glóbů se vysílal živě z hotelu Beverly Hilton v Beverly Hills ve státě Kalifornie v neděli 17. ledna 2010 přes televizní stanici NBC. Ceremonii udílení cen moderoval Ricky Gervais  a byla poprvé vysílána živě.
Nominace byly oznámeny dne 15. prosince 2009. V kategorii filmů měl nejvyšší počet nominací, šest, snímek Lítám v tom  a za ním se ocitly filmy Nine s pěti nominacemi a Avatar a Hanebný pancharti se čtyřmi nominacemi. V kategorii herců, Matt Damon, Sandra Bullock, Meryl Streep a Anna Paquin získali každý dvě nominace. Nejlepším cizojazyčným filmem se stal německý snímek Bílá stuha režiséra Michaela Hanekeho.
Mezi televizní pořady, které obdržely několik nominací, patří Glee, Dexter, Patty Hewes – nebezpečná advokátka, Šílenci z Manhattanu, Dr. House a Studio 30 Rock.
Cenu Cecila B. DeMilla tento rok získal Martin Scorsese za celoživotní přínos do světa kinematografie.

## Vítězové a nominovaní

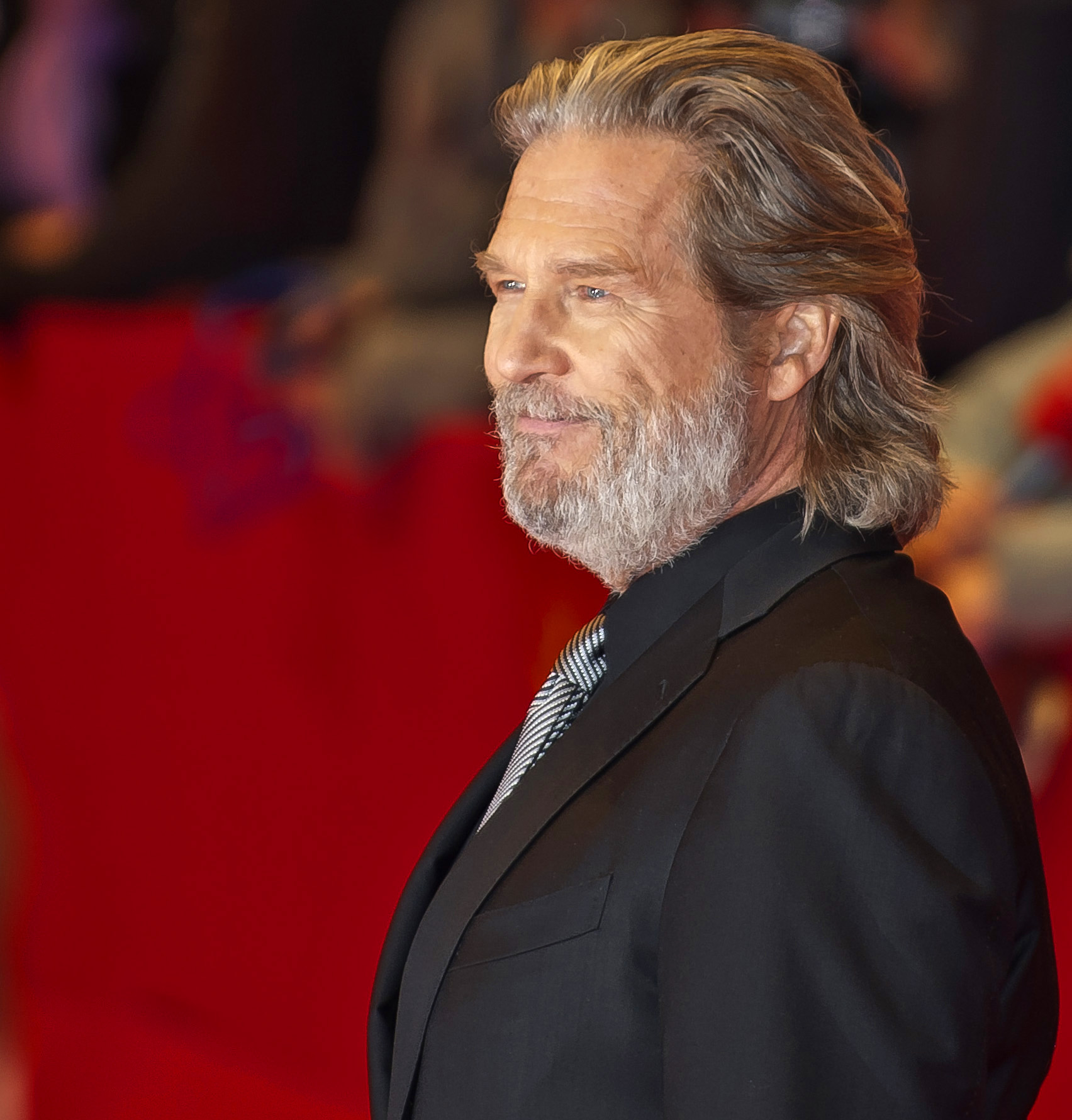
Jeff Bridges, vítěz v kategorii nejlepší mužský herecký výkon v hlavní (drama)

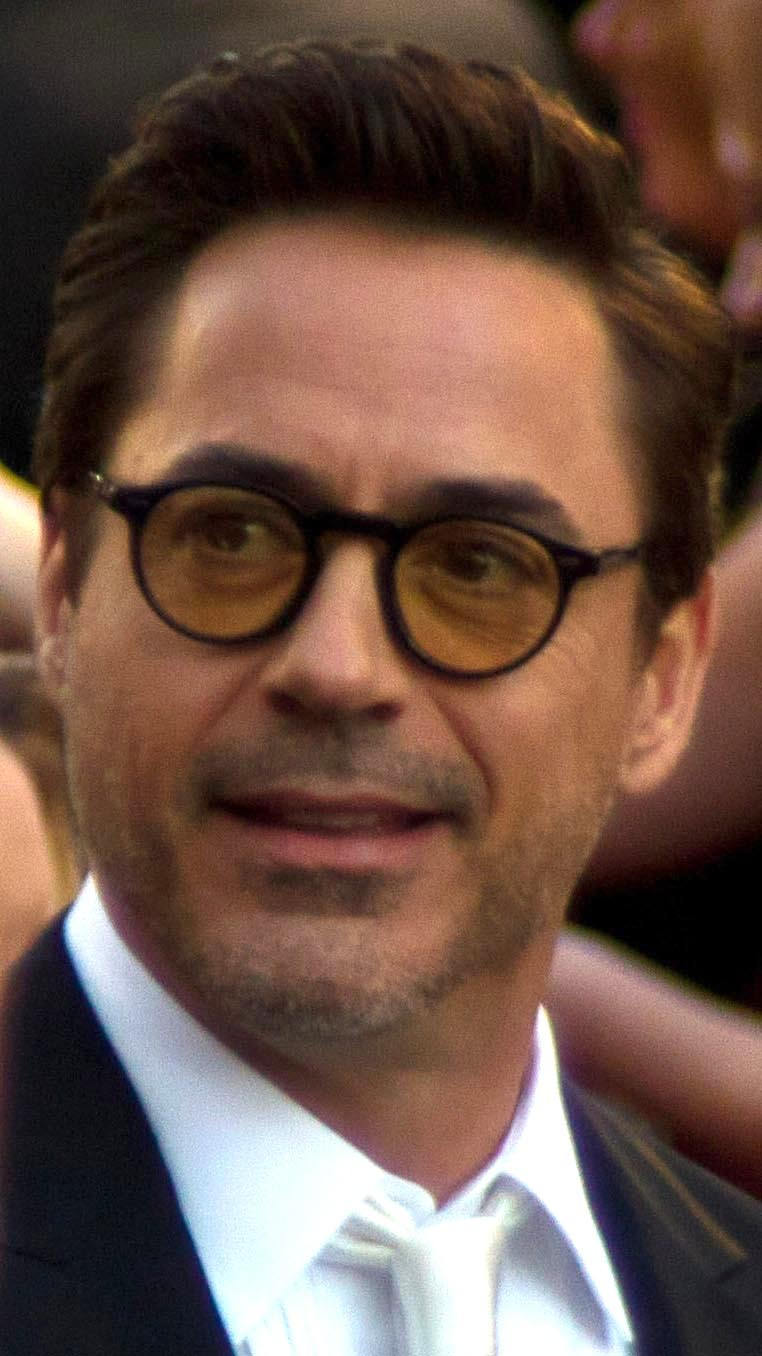
Robert Downey Jr., vítěz v kategorii nejlepší mužský herecký výkon v hlavní (muzikál/komedie)

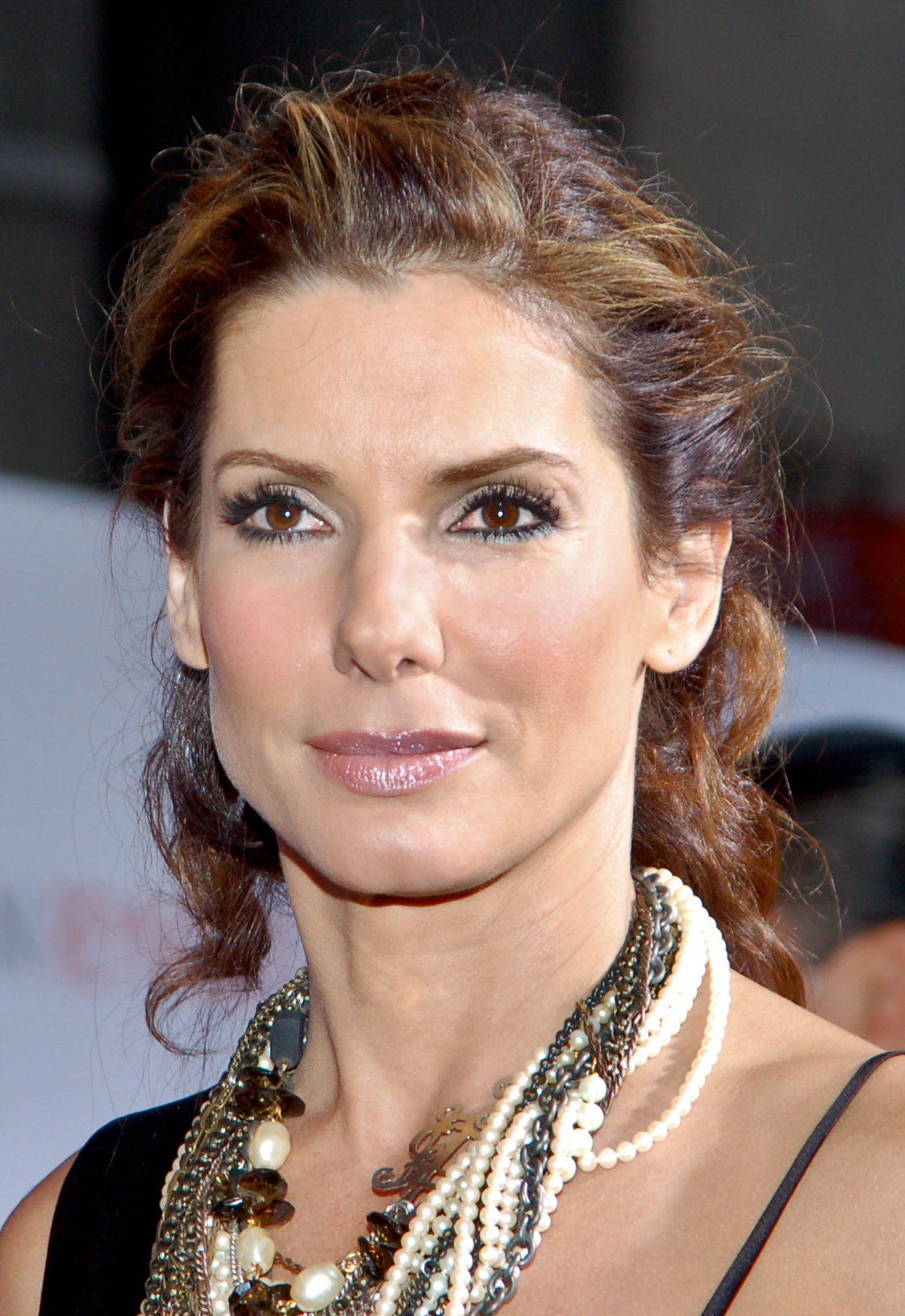
Sandra Bullock, vítězka v kategorii nejlepší ženský herecký výkon v hlavní roli (drama)

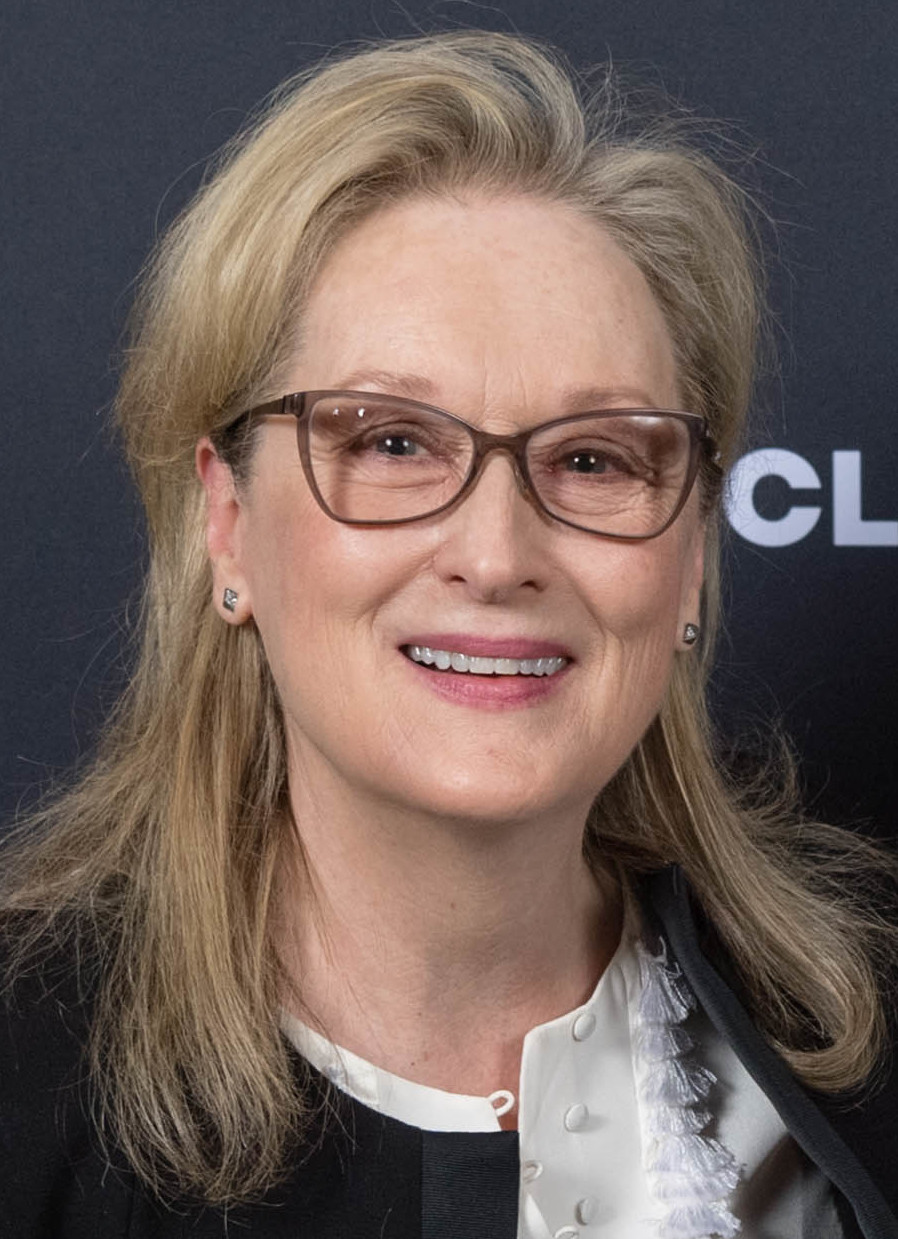
Meryl Streep, vítězka v kategorii nejlepší ženský herecký výkon v hlavní roli

### Film
| Nejlepší film (drama) | Nejlepší film (muzikál nebo komedie) |
| --- | --- |
| - Avatar - Smrt čeká všude - Hanebný pancharti - Precious - Lítám v tom | - Pařba ve Vegas - 500 dní se Summer - Nějak se to komplikuje - Julie a Julia - Nine |
| Nejlepší herec (drama) | Nejlepší herečka (drama) |
| - Jeff Bridges – Crazy Heart - George Clooney – Lítám v tom - Colin Firth – Single Man - Morgan Freeman – Invictus: Neporažený - Tobey Maguire – Bratři                           | - Sandra Bullock – Zrození šampióna - Emily Bluntová – Královna Viktorie - Helen Mirren – Poslední naděje - Carey Mulligan – Škola života - Gabourey Sidibe – Precious                                    |
| Nejlepší herec (muzikál nebo komedie) | Nejlepší herečka (muzikál nebo komedie) |
| - Robert Downey Jr. – Sherlock Holmes - Matt Damon – Informátor! - Daniel Day-Lewis – Nine - Joseph Gordon-Levitt – 500 dní se Summer - Michael Stuhlbarg – Seriózní muž          | - Meryl Streep – Julie a Julia - Sandra Bullock – Návrh - Marion Cotillard – Nine - Julia Roberts – Dvojí hra - Meryl Streep – Nějak se to komplikuje                                                     |
| Nejlepší herec ve vedlejší roli | Nejlepší herečka ve vedlejší roli |
| - Christoph Waltz – Hanebný pancharti - Matt Damon – Invictus: Neporažený - Woody Harrelson – The Messenger - Christopher Plummer – Poslední naděje - Stanley Tucci – Pevné pouto | - Mo'Nique – Precious - Penélope Cruz – Nine - Vera Farmiga – Lítám v tom - Anna Kendrick – Lítám v tom - Julianne Moore – Single Man                                                                     |
| Nejlepší režisér | Nejlepší scénář |
| - James Cameron – Avatar - Kathryn Bigelow – Smrt čeká všude - Clint Eastwood – Invictus: Neporažený - Jason Reitman – Vzhůru do oblak - Quentin Tarantino – Hanebný pancharti    | - Jason Reitman, Sheldon Turner – Lítám v tom - Neill Blomkamp, Terri Tatchell – District 9 - Mark Boal – Smrt čeká všude - Nancy Meyers – Nějak se to komplikuje - Quentin Tarantino – Hanebný pancharti |
| Nejlepší filmová píseň | Nejlepší hudba |
| - "The Weary Kind" – Crazy Heart - "Cinema Italiano" – Nine - "(I Want to) Come Home" – Všichni jsou v pohodě - "I See You" – Avatar - "Winter" – Bratři                          | - Michael Giacchino – Vzhůru do oblak - Marvin Hamlisch – Informátor! - James Horner – Avatar - Abel Korzeniowski – Single Man - Karen O, Carter Burwell – Max a maxipříšerky                             |
| Nejlepší animovaný film | Nejlepší cizojazyčný film |
| - Vzhůru do oblak - Zataženo, občas trakaře - Koralína a svět za tajnými dveřmi - Fantastický pan Lišák - Princezna a žabák                                                       | - Bílá stuha • Německo - Baaria • Itálie - Rozervaná objetí • Španělsko - Služebná • Chile - Prorok • Francie                                                                                             |

### Televize
| Nejlepší seriál (drama) | Nejlepší seriál (muzikál nebo komedie) |
| --- | --- |
| - Šílenci z Manhattanu - Velká láska - Dexter - Dr. House - Pravá krev | - Glee - Studio 30 Rock - Vincentův svět - Taková moderní rodinka - Kancl |
| Nejlepší herec (drama) | Nejlepší herečka (drama) |
| - Michael C. Hall – Dexter - Simon Baker – Mentalista - Jon Hamm – Šílenci z Manhattanu - Hugh Laurie – Dr. House - Bill Paxton – Velká láska                                               | - Julianna Margulies – Dobrá manželka - Glenn Close – Patty Hewes – nebezpečná advokátka - January Jones – Šílenci z Manhattanu - Anna Paquin – Pravá krev - Kyra Sedgwick – Closer                 |
| Nejlepší herec (muzikál nebo komedie) | Nejlepší herečka (muzikál nebo komedie) |
| - Alec Baldwin – Studio 30 Rock - Steve Carell – Kancl - David Duchovny – Californication - Thomas Jane – Hung – Na velikosti záleží - Matthew Morrison – Glee                              | - Toni Collette – Tara a její svět - Courteney Cox – Město žen - Edie Falco – Sestřička Jackie - Tina Fey – Studio 30 Rock - Lea Michele – Glee                                                     |
| Nejlepší herec (mini-seriál nebo TV film) | Nejlepší herečka (mini-seriál nebo TV film) |
| - Kevin Bacon – Poslední cesta - Kenneth Branagh – Wallander - Chiwetel Ejiofor – Finální hra - Brendan Gleeson – V srdci bouře: Churchill ve válce - Jeremy Irons – Georgia O'Keeffeová    | - Drew Barrymoreová – Grey Gardens - Joan Allen – Georgia O'Keeffeová - Jessica Lange – Grey Gardens - Anna Paquin – The Courageous Heart of Irena Sendler - Sigourney Weaver – Modlitby za Bobbyho |
| Nejlepší herec ve vedlejší roli | Nejlepší herečka ve vedlejší roli |
| - John Lithgow – Dexter - Michael Emerson – Ztraceni - Neil Patrick Harris – Jak jsem poznal vaši matku - William Hurt – Patty Hewes – nebezpečná advokátka - Jeremy Piven – Vincentův svět | - Chloë Sevigny – Velká láska - Jane Lynch – Glee - Jane Adams – Hung – Na velikosti záleží - Rose Byrne – Patty Hewes – nebezpečná advokátka - Janet McTeer – V srdci bouře: Churchill ve válce    |

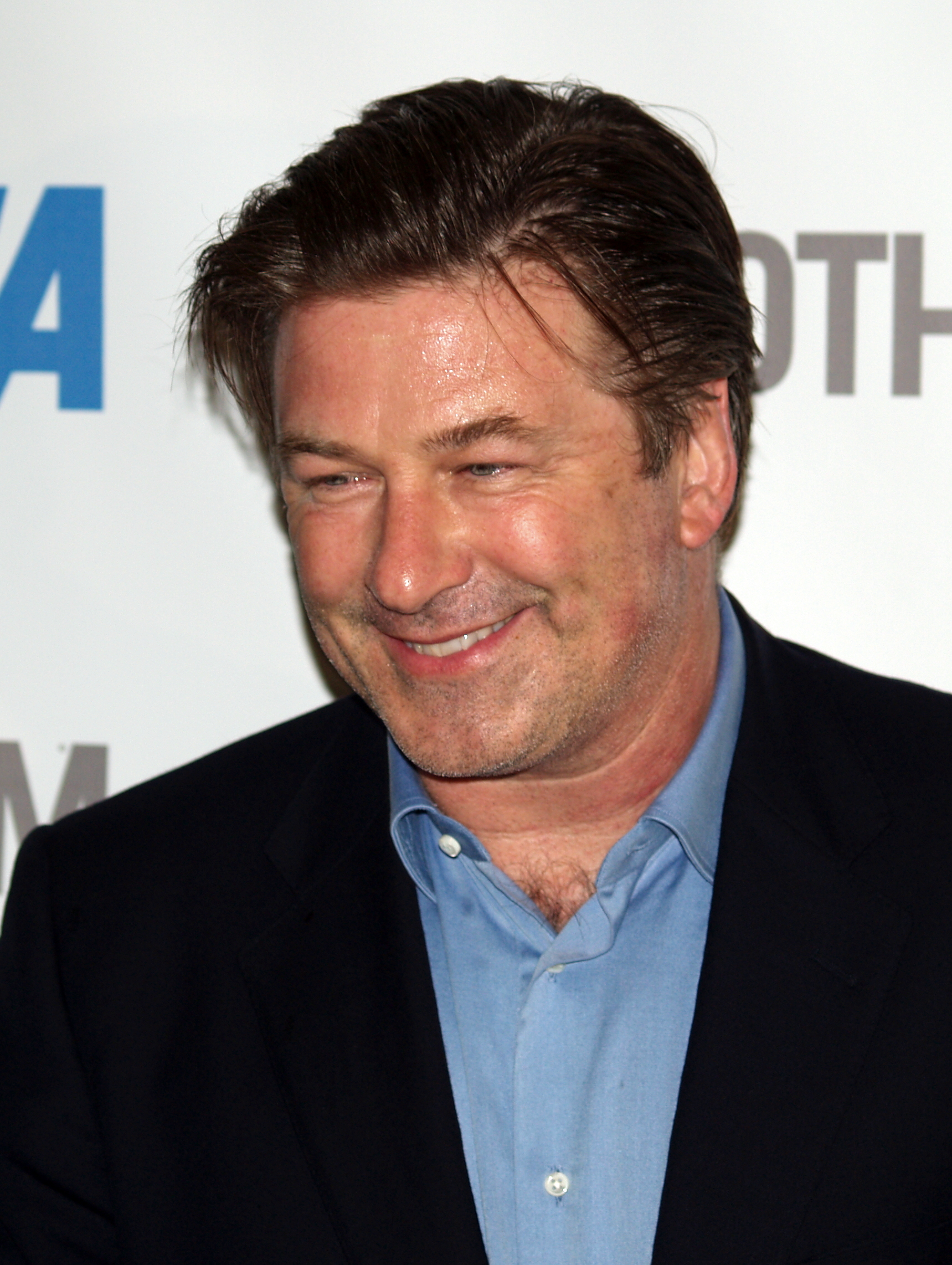
Alec Baldwin, vítěz v kategorii nejlepší mužský herecký výkon v hlavní roli (muzikál/komedie)

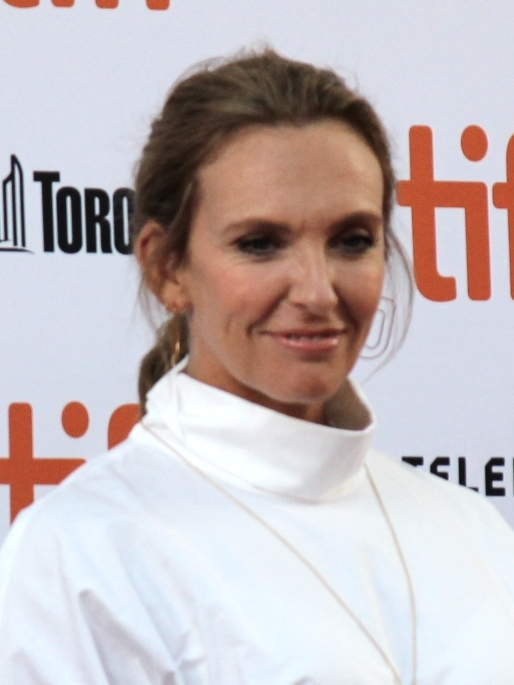
Toni Collette, vítězka v kategorii nejlepší ženský herecký výkon v hlavní roli (muzikál/komedie)

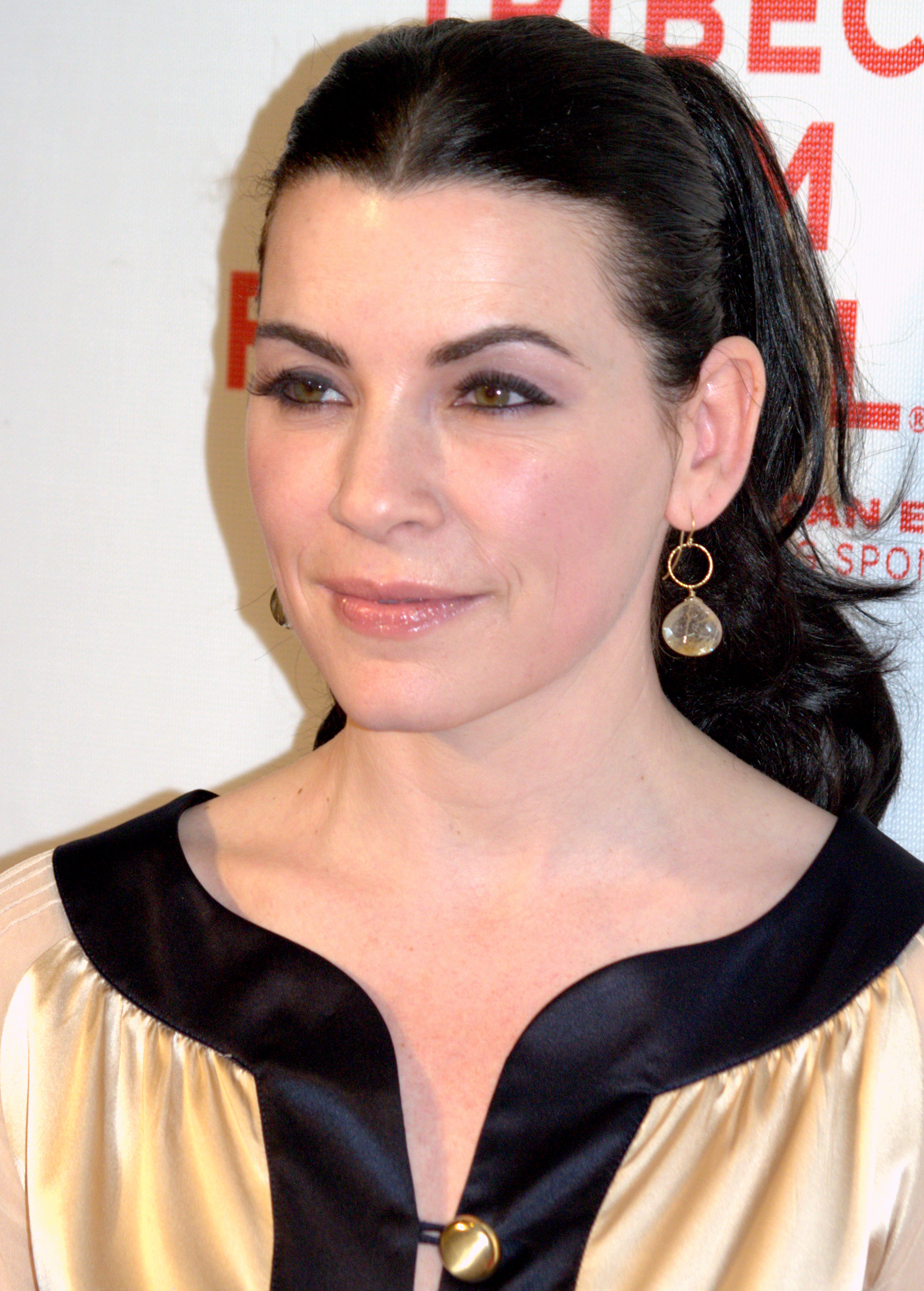
Julianna Margulies, vítězka v kategorii nejlepší ženský herecký výkon v hlavní roli (drama)

| Nejlepší miniseriál nebo TV film | |
| - Grey Gardens - Georgia O'Keeffe - V srdci bouře: Churchill ve válce - Malá Dorritka - Poslední cesta                                                                                      | |

### Zvláštní ocenění

#### Cena Cecila B. DeMilla
- Martin Scorsese